# Cantone di Dun-le-Palestel
Il Cantone di Dun-le-Palestel è una divisione amministrativa dell'arrondissement di Guéret.
A seguito della riforma approvata con decreto del 17 febbraio 2014, che ha avuto attuazione dopo le elezioni dipartimentali del 2015, è passato da 13 a 17 comuni.

## Composizione
I 13 comuni facenti parte prima della riforma del 2014 erano:
- La Celle-Dunoise
- La Chapelle-Baloue
- Colondannes
- Crozant
- Dun-le-Palestel
- Fresselines
- Lafat
- Maison-Feyne
- Naillat
- Sagnat
- Saint-Sébastien
- Saint-Sulpice-le-Dunois
- Villard

Dal 2015 i comuni appartenenti al cantone sono i seguenti 17:
- Azerables
- Bazelat
- La Celle-Dunoise
- La Chapelle-Baloue
- Colondannes
- Crozant
- Dun-le-Palestel
- Fresselines
- Lafat
- Maison-Feyne
- Naillat
- Nouzerolles
- Sagnat
- Saint-Germain-Beaupré
- Saint-Sébastien
- Saint-Sulpice-le-Dunois
- Villard